# みんなの動物園
『みんなの動物園』（みんなのどうぶつえん）は、タイトーより2009年4月30日に発売されたニンテンドーDS用ゲームソフト。